# Chanson de Roland

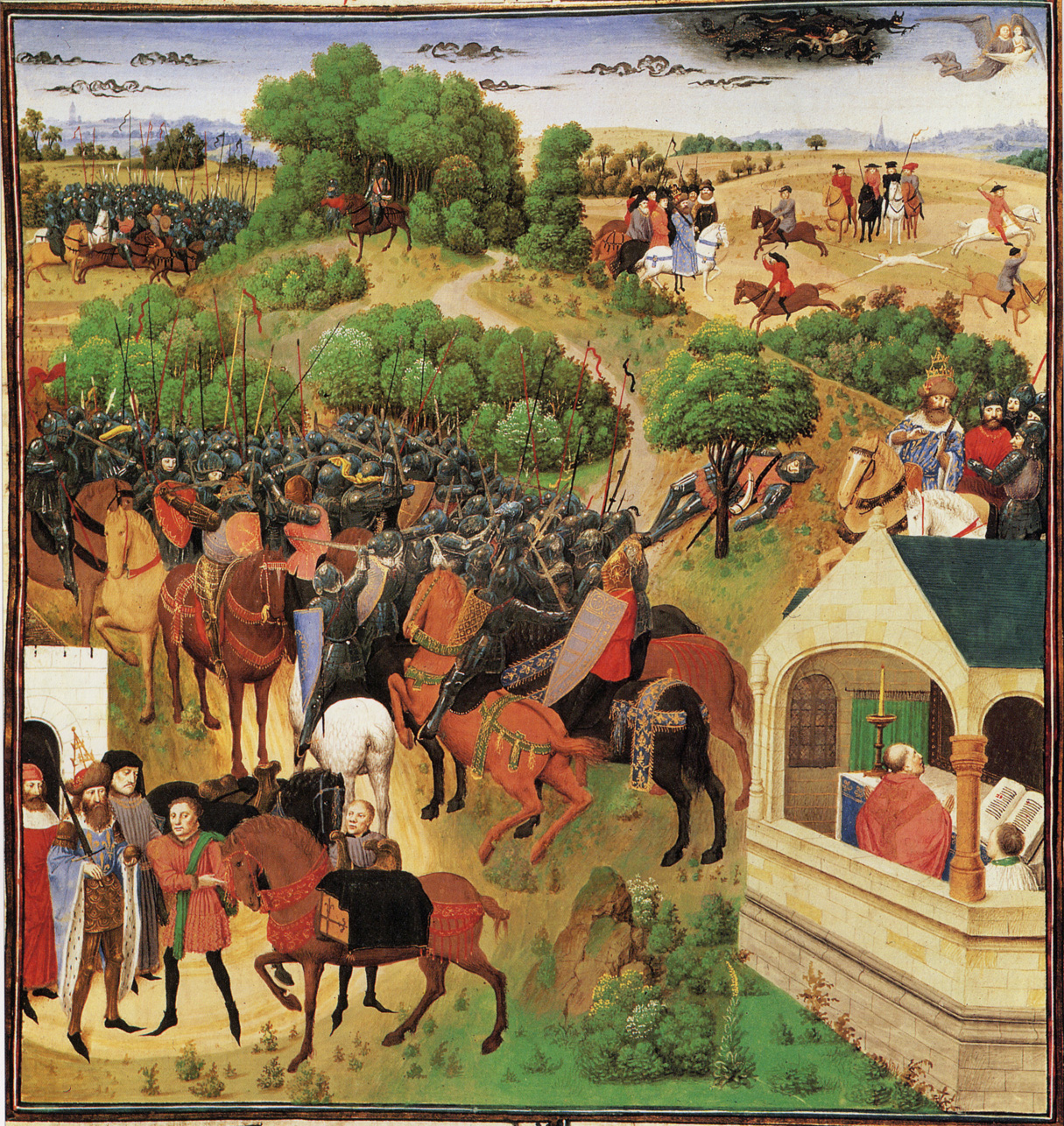
De acht fasen van het Chanson de Roland in één beeld; illustratie door Simon Marmion uit een verlucht manuscript van de Grandes Chroniques de France (15e eeuw), momenteel bewaard in het Hermitage in Sint-Petersburg.

Het anonieme Chanson de Roland is een middeleeuws episch gedicht geschreven rond het jaar 1100 in het Oudfrans. Het is een van de oudste literaire teksten in de Franse literatuur en wordt beschouwd als een van de meesterwerken van de middeleeuwse literatuur. Het vertelt over de heldendaden van de ridder Roland en zijn wapenbroeder Olivier in de Karolinginsche tijd, die toen reeds eeuwen voorbij was.

## Historiciteit
De historische kern van het Roelandverhaal wordt gezocht in de Slag bij Roncevaux die in 778 plaatsvond in de Pyreneeën. Het was een achterhoedegevecht in de mislukte veldtocht die Karel de Grote dat jaar had ondernomen tegen de Saracenen, op voorstel van Soleiman ibn al-Arabi. Ondanks de onderlinge verdeeldheid van de Arabieren hadden de Frankische legers Zaragoza niet kunnen innemen en had Karel de terugtocht moeten aanvaarden. In de annalen van het koninkrijk der Franken (Annales regni Francorum) wordt geen Roland genoemd in verband met deze campagne, alleen dat hooggeplaatste personen omkwamen in een hinderlaag door de Wascones (Basken). Karels biograaf Eginhard geeft in zijn Vita Karoli Magni (ca. 817-836) de naam van Roland, markgraaf van Bretagne. Hij bevestigt ook dat de aanvallers Basken waren en hij geeft een meer gedetailleerde beschrijving van de gebeurtenissen tijdens de oversteek van de Pyreneeën: In deze strijd werden onder meer Eggihardus, bediende aan de koninklijke tafel, en paltsgraaf Anselmus gedood, en Roland, prefect van de Mark Bretagne. In de Vita Hludovici van "Astronomus" (ca. 840) wordt verslag gedaan van de strijd, maar de hoofdrolspelers blijven anoniem: [...] het laatste korps van het koninklijke leger werd afgeslacht op dezelfde berg in de Pyreneeën. Omdat de namen van de omgekomenen bekend zijn, heb ik ervan afgezien ze te noemen.
Geschreven Arabische bronnen zijn vrij zeldzaam over het evenement en komen uit kronieken van minstens tweehonderd jaar na de Frankische expeditie.
Hedendaagse historici zijn het er in het algemeen over eens dat de Karolingische ridders in de slag niet tegenover het Saraceense leger zouden hebben gestaan, maar tegenover de Baskische militie.

## Inhoud en thematiek
Het Chanson de Roland vertelt een episode in de legende van Karel de Grote en zijn ridders. Het is een chanson de geste, gebaseerd op historische feiten, maar ook sterk doordrenkt met legendes en folklore.
Het hoofdthema van het lied draait om de Slag bij Ronceveaux, die plaatsvond in het jaar 778. Roland, neef van Karel de Grote en een van zijn beste ridders, heeft de leiding over de verdediging van de doorgang van Ronceveaux in de Pyreneeën tegen de Saracenen. Ondanks het overweldigende numerieke voordeel van de vijand, weigert Roland uit trots om hulp in te roepen en vecht hij dapper door tot de dood. Uiteindelijk komen Karel de Grote en zijn troepen te laat om Roland te redden, maar ze slagen erin zijn dood te wreken.
Het Chanson de Roland draait om thema's als eer, moed, loyaliteit en religie. Het benadrukt ridderlijke waarden en verheerlijkt Rolands heroïsche offer voor zijn koning en zijn land.
Het gedicht is gecomponeerd in achtlettergrepige verzen en is geschreven in een elegante, ritmische stijl. Het werd door de eeuwen heen doorgegeven via mondelinge overlevering en werd uiteindelijk pas in de 12e eeuw opgeschreven.
Het Chanson de Roland had een grote invloed op de middeleeuwse literatuur en wordt beschouwd als een fundamenteel werk van de Franse cultuur. Het heeft door de eeuwen heen veel schrijvers en kunstenaars geïnspireerd en wordt nog steeds bestudeerd en gewaardeerd.

## De vier delen van het Chanson
1. Het verraad van Ganelon: Ganelon, de zwager van Karel de Grote en de schoonvader van Roland, jaloers op de voorkeur van Karel de Grote voor zijn neef aan wie de keizer de achterhoede van zijn legers heeft toevertrouwd, zoekt wraak en verraadt daarmee Frankrijk en zijn opperheer. Hij spant samen met Marsile, koning van Zaragoza, om de dood van Roland te verzekeren door de achterhoede aan het vijandelijke leger uit te leveren.
2. De slag bij Ronceveaux: Roland en zijn metgezel Olivier, evenals de hele achterhoede van het leger van Karel de Grote, sterven in de strijd en nemen een groot deel van hun aanvallers mee in de dood.
3. De wraak van Karel de Grote op de Saracenen: Roland had te laat op de hoorn geblazen om Karel de Grote te waarschuwen. Wanneer de rest van het leger arriveert om de achterhoede te redden, is de graaf al dood. Karel de Grote wreekt vervolgens zijn neef door de Saracenen te verslaan met de hulp van God.
4. Het oordeel van Ganelon: Na de slag laat Karel de Grote Ganelon oordelen wie veroordeeld zal worden om gevierendeeld te sterven.

## Historische onjuistheden
Het onderstaande schema toont de verschillen tussen het Chanson de Roland en de historische gebeurtenissen, en geeft aldus een beeld van hoezeer personen en gebeurtenissen in het chanson de geste aan de eigentijdse ideeën werden aangepast: 
| Chanson de Roland                              | Historische gebeurtenissen                       |
| ---------------------------------------------- | ------------------------------------------------ |
| Karel vecht tegen de Saracenen                 | Karel vocht tegen de Basken                      |
| Roland is Karels neef                          | Roland was waarschijnlijk geen familie van Karel |
| Roland levert een veldslag                     | De Basken voerden een guerrilla                  |
| Er wordt een goddelijke inspiratie voorgesteld | De strijd ging vooral om buit en macht           |
| Men vecht tegen 400.000 Saracenen              | Er was een klein, effectief Baskisch leger       |

## Uitgave en Nederlandse vertaling
- Ard Posthuma, Het lied van Roeland – La chanson de Roland, 1990. ISBN 9789071677588 (tweetalige editie)

## Moderne adaptaties
- Joseph Haydn en Nunziato Porta's opera Orlando paladino (1782) was tijdens Haydns leven zijn bekendste opera. Het verhaal is gebaseerd op de Chanson de Roland. Ook de opera van Antonio Vivaldi en Grazio Braccioli uit 1727 en hun eerdere werk uit 1714 zijn er op gebaseerd.

- Het computerspel Marathon uit 1994 heeft het nummer opgenomen in het 13e level. Ook komt Durandal als personage voor.

- In 2019 bracht de folkrockband dArtagnan het nummer Chanson de Roland uit, gebaseerd op de oorspronkelijke chanson.[3]